# 皮西爾 (加利福尼亞州)
皮西爾（英語：Peethill）是位於美國加利福尼亞州優洛縣的一個非建制地區。該地的面積和人口皆未知。

## 地理
皮西爾的座標為38°35′03″N 121°31′20″W / 38.58417°N 121.52222°W，而該地的平均海拔高度為8米（即26英尺）。